# Bofors 40 mm top
Bofors 40 mm gun ali samo Bofors top, je 40 mm protiletalski/večnamenski avtomatski top, ki ga je zasnoval švedski Bofors v 1930ih. V 2. svetovni vojni so ga uporabljali tako zavezniki kot sile osi. V uporabi je že skoraj 80 let in je eden izmed najbolj razširjenih artilerijskih in najbolj dolgo uporabljanih artilerijskih orožij kdajkoli zgrajenih. Bofors je od marca 2005 del britanskega BAE Systems.